# HD 209993
HD 209993，又名BD+44 4044，SAO 51652、HR 8429，是一颗恒星，视星等为6.19，位于銀經94.91，銀緯-8.44，其B1900.0坐标为赤經22h 2m 9.3s，赤緯+44° -8.44′ 42″。